# فرانكو روسو
فرانكو روسو (بالإسبانية: Franco Russo) (25 أكتوبر 1994 - ) هو لاعب كرة قدم أرجنتيني في مركز الدفاع. لعب مع نادي أونتينيينت.

## وصلات خارجية
- فرانكو روسو على موقع الاتحاد الأوربي (الإنجليزية)
- فرانكو روسو على موقع قاعدة بيانات كرة القدم.إي يو (الإنجليزية)
- فرانكو روسو على موقع Soccerway.com (الإنجليزية)